# Centropus toulou

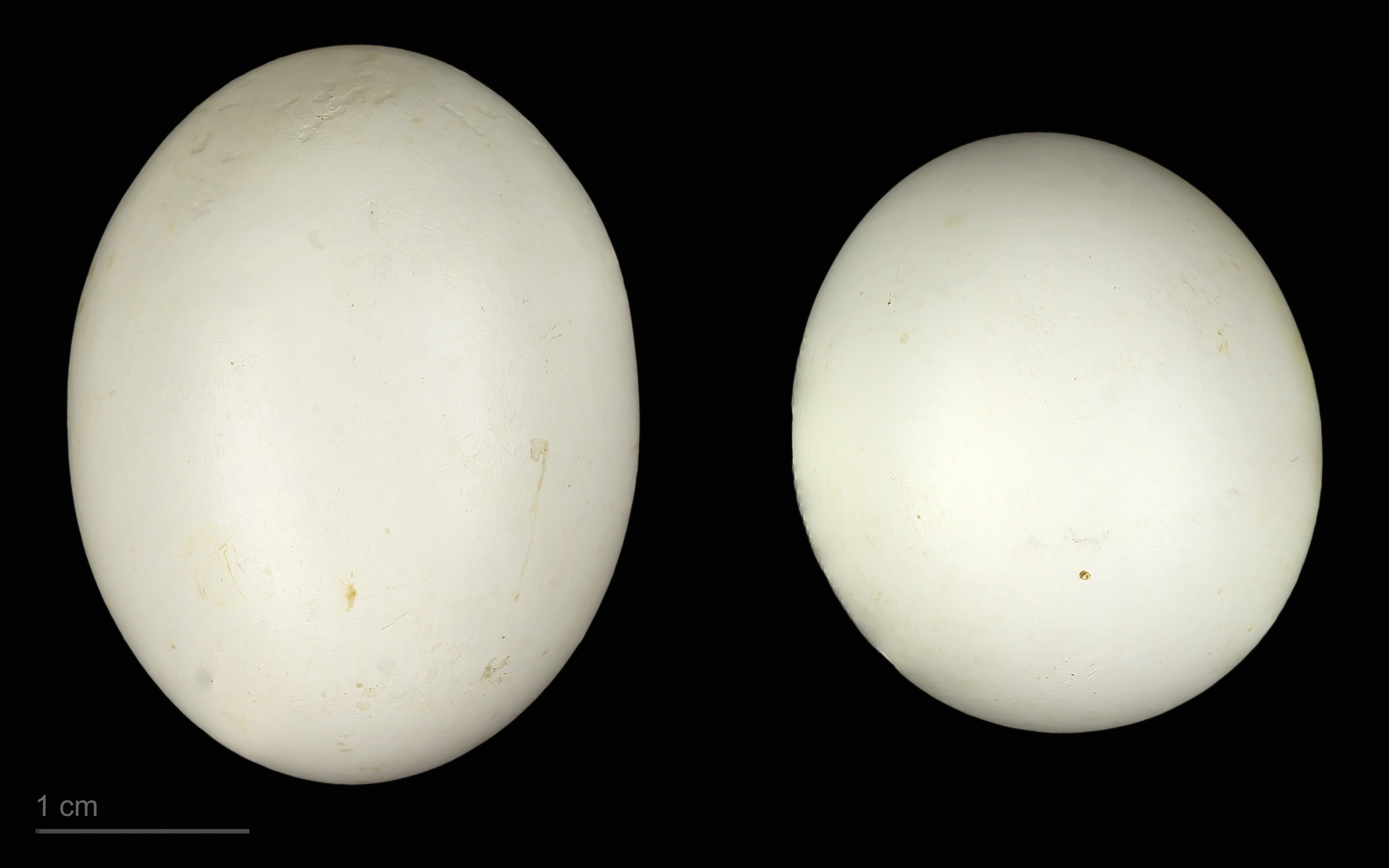
Centropus toulou - MHNT

Cucal-malgaxe (Centropus toulou) é uma espécie de ave da família Cuculidae.
Pode ser encontrada nos seguintes países: Comores, Madagáscar, Mayotte e Seychelles.
Os seus habitats naturais são: florestas subtropicais ou tropicais húmidas de baixa altitude e florestas de mangal tropicais ou subtropicais.